# Urniszewo
Urniszewo – osada w Polsce położona w województwie wielkopolskim, w powiecie średzkim, w gminie Środa Wielkopolska.
W latach 1975–1998 miejscowość administracyjnie należała do województwa poznańskiego.

## Historia
Miejscowość pod zlatynizowaną nazwą Urneschevo wymieniona jest w łacińskim dokumencie wydanym w Poznaniu w 1281 roku sygnowanym przez księcia wielkopolskiego Przemysła II.